# Freaks of Nature (film)
Freaks of Nature er en amerikansk komedie-horrorfilm fra 2015, instrueret af Robbie Pickering og skrevet af Oren Uziel. Filmen har Nicholas Braun, Mackenzie Davis og Josh Fadem i hovedrollerne. Filmen omhandler tre high school-elever, der samler deres by befolket af vampyrer, varulve og zombier for at overvinde en ruminvasion.

## Medvirkende
- Nicholas Braun som menneske (senere, varulv) Dag Parker
  - Jacob Eddington som unge Dag
- Mackenzie Davis som vampyr Petra Lane
- Josh Fadem som zombie Ned Mosely
  - Max Wright som unge Ned
- Joan Cusack som Peg Parker
- Bob Odenkirk som Shooter Parker
- Keegan-Michael Key som Mr Mayhew P. Keller
- Ed Westwick som Milan Pinache
- Patton Oswalt som Stuart Miller
- Vanessa Hudgens som Lorelei
- Denis Leary som Rick Wilson
- Ian Roberts som Chaz Mosely, Sr.
- Utkarsh Ambudkar som Parminder
- Cerina Vincent som Daisy
- Chris Zylka som Chaz Mosely, Jr.
- Rachael Harris som Mrs Mosely
- Mae Whitman som Jenna Zombie
- Werner Herzog som stemmen til den perfekte skabning
- Derek Mears som ulven
- Aurora Perrineau som vampyrinden
- Pat Healy as the zombie priest
- Lilith Fury som vampyr i bur
- Natalie Palamides som Kathy Murch
- John Ennis som træner Pulcifer

## Produktion
Filmen havde i starten titlen The Kitchen Sink og var planlagt at blive instrueret af Jonah Hill. Han blev senere skiftet ud med Robbie Pickering.